# Alistair Cooke (homme politique)
Pour les articles homonymes, voir Cooke et Alistair Cooke.
Alistair Basil Cooke, baron Lexden (né le 20 avril 1945) est un historien, auteur et homme politique britannique qui siège en tant que pair conservateur à la Chambre des lords.
Lord Lexden est historien officiel du Parti conservateur depuis 2009, Consultant et rédacteur en chef, au Département de recherche conservateur depuis 2004 et historien et archiviste officiel du Carlton Club depuis 2007.

## Jeunesse et carrière universitaire
Cooke est né le 20 avril 1945, deuxième fils du Dr Basil Cooke et de Nancy Irene Neal. Il fait ses études au Framlingham College, dans le Suffolk. Il étudie ensuite à Peterhouse, Cambridge, d'où il obtient un Master of Arts (MA) en 1970. Il est maître de conférences et tuteur en histoire moderne à l'Université Queen's de Belfast de 1971 à 1977 et obtient un doctorat de cette institution en 1979.

## Carrière politique
Cooke travaille au sein du département de recherche conservateur de 1977 à 1983. Pendant cette période, il est conseiller politique d'Airey Neave, secrétaire d'État fantôme pour l'Irlande du Nord, de 1977 à 1979. Il rejoint le Centre politique conservateur en 1983, devenant directeur adjoint deux ans plus tard et directeur entre 1988 et 1997.
Il est nommé Officier de l'Ordre de l'Empire britannique (OBE) lors des honneurs du Nouvel An 1988. Il est fondateur, en 1997, et membre depuis 2005 du Conservative Party Archive Trust. Il est président des administrateurs du groupe de pression Friends of the Union entre 1995 et 2003 et administrateur principal du TE Utley Memorial Fund depuis 2000.
Cooke est nommé pair à vie en tant que baron Lexden, de Lexden dans le comté d'Essex et de Strangford dans le comté de Down, le 23 décembre 2010 sur la recommandation du premier ministre David Cameron. Il siège à la Chambre des lords sur les bancs conservateurs.
Lexden contribue fréquemment à de nombreux journaux nationaux, offrant un contexte historique à la vie politique moderne.

## Autres activités
Avec le retour des conservateurs dans l'opposition en 1997, Cooke travaille comme secrétaire général du Conseil des écoles indépendantes de 1997 à 2004 et devient plus tard président de l'Association des écoles indépendantes. Il est également gouverneur de la John Lyon School Harrow de 1999 à 2005 et parrain du concours de débat des écoles d'Irlande du Nord depuis 2001. Il est un contributeur fréquent des pages du Times « Letters and Obituary ».
Lexden est un invité occasionnel à la télévision. En 2019, il présente une émission télévisée de la BBC intitulée Prime Properties sur l'ancien Premier ministre Stanley Baldwin.

## Publications
- Journal de Lord Carlingford (1971) (coéditeur)
- La passion gouvernante ; Gouvernement du Cabinet et politique des partis en Grande-Bretagne 1885-86 (1974) (coauteur)
- Les papiers Ashbourne 1869-1913 (1974) (éditeur)
- Les guides de campagne du Parti conservateur (7 vols, 1987-2005) (éditeur)
- Le Parti conservateur : sept études historiques, (1997) (éditeur)
- Le département de recherche conservateur 1929-2004 (2004) (éditeur)
- Le Carlton Club 1832-2007 (2007) (coauteur)
- Tory Heroine: Dorothy Brant et la montée des femmes conservatrices (2008)
- Un parti du changement : une brève histoire des conservateurs (2008)
- Entre les fines lignes bleues (2008) (contributeur)
- Élaboration de politiques conservatrices : le département de recherche conservateur 1929-2009 (2009) (coauteur)
- Un cadeau des Churchill : la Primrose League 1883-2004 (2010)